# Lamu
Lamu là một thị trấn nhỏ nằm trên đảo Lamu, một phần của Quần đảo Lamu, Kenya. Thị trấn nằm cách 341 kilômét (212 mi) đường bộ về phía đông bắc Mombasa. Đây là trung tâm của cả hòn đảo, một Di sản thế giới của UNESCO. Lamu là thị trấn còn dân cư sinh sống lâu đời nhất Kenya, một trong những khu định cư khởi nguồn của Người Swahili dọc theo bờ biển Đông Phi được thành lập vào năm 1370.
Pháo đài Lamu nằm ở bên bờ biển là một công trình được xây dựng theo lệnh của Fumo Madi ibn Abi Bakr, Sultan của Pate. Nó được hoàn thành vào những năm 1820, sau khi ông đã qua đời. Thị trấn cũng là nơi có 23 nhà thờ Hồi giáo (nổi tiếng nhất là nhà thờ Hồi giáo Riyadha được xây dựng vào năm 1900) và một khu bảo tồn lừa.

## Lịch sử

### Ban đầu
Lamu là thị trấn còn dân cư sinh sống lâu đời nhất của Kenya, và là một trong những khu định cư gốc của người Swahili dọc theo bờ biển Đông Phi. Nó được cho là được thành lập năm 1370. Ngày nay, phần lớn dân cư Lamu là người Hồi giáo.
Thị trấn đã được chứng thực bằng văn bản đầu tiên là từ một du khách Ả Rập Abu al-Mahasini, người đã gặp một thẩm phán từ Lamu thăm Mecca năm 1441. Đến năm 1505, người Bồ Đào Nha xâm chiếm Lamu, buộc vua của thị trấn thừa nhận để trả tiền việc bảo trợ của họ. Cuộc xâm lược của những người Bồ Đào Nha nhằm hoàn thành sứ mệnh của quốc gia về việc kiểm soát thương mại dọc theo các bờ biển Ấn Độ Dương. Trong một thời gian khá dài, Bồ Đào Nha đã có một sự độc quyền về vận chuyển hàng hải dọc theo bờ biển Đông Phi và áp đặt thuế xuất khẩu đối với việc giao thương qua các kênh cục bộ. Trong những năm 1580, Lamu dẫn đầu một cuộc nổi loạn chống lại người Bồ Đào Nha. Trong 1652, Oman hỗ trợ Lamu chống lại sự kiểm soát của Bồ Đào Nha.

### Thời kỳ vàng son
Những năm mà Lamu được sự bảo hộ của Oman, tức là khoảng thời gian từ cuối thế kỷ 17 đến đầu thế kỷ 19 đánh dấu thời kỳ vàng son của thị trấn. Lamu được cai quản như là một nước cộng hòa thuộc Hội đồng Trưởng lão được gọi là Yumbe. Trong thời gian này, Lamu trở thành trung tâm của thi ca, chính trị, nghệ thuật, hàng thủ công cũng như hoạt động thương mại. Nhiều tòa nhà trong thị trấn đã được xây dựng trong giai đoạn này mang một phong cách cổ điển riêng biệt. Ngoài nghệ thuật phong phú và hàng thủ công, Lamu đã trở thành một trung tâm văn học và học thuật. Nữ sĩ Mwana Kupona nổi tiếng với kiệt tác Utendi wa Mwana Kupona có địa vị cao hơn ở Lamu so với tục lệ thông thường ở Kenya vào thời điểm đó. 

### Thời kỳ thuộc địa
Vào giữa thế kỷ 19, Lamu chịu ảnh hưởng chính trị của các Sultan Zanzibar. Người Đức là tuyên bố Wituland là thuộc địa của họ trong tháng 6 năm 1885. Họ cũng coi thị trấn là nơi có tầm quan trọng chiến lược, một cơ sở lý tưởng. Từ ngày 22 tháng 11 năm 1888 đến ngày3 tháng 3 năm 1891, tại thị trấn đã có một bưu điện Đức để tạo điều kiện giao tiếp trong chế độ bảo hộ của Đức. Đó là bưu điện đầu tiên được thành lập trên bờ biển Đông Phi. Ngày nay có một bảo tàng ở Lamu dành riêng cho nó, Bảo tàng Bưu điện Đức. Trong năm 1890, Lamu và Kenya nằm dưới chế độ thuộc địa của Anh. Kenya giành được độc lập chính trị trong năm 1963, mặc dù mức độ ảnh hưởng của chính phủ Kenya vẫn ở mức thấp, và Lamu tiếp tục có một số quyền tự chủ địa phương ở mức độ nhất định.

### Lamu hiện đại
Trong một báo cáo năm 2010 có tựa đề Saving Our Vanishing Heritage (Tạm dịch là "Hãy cứu lấy Di sản đang biến mất của chúng ta") của Quỹ Di sản Toàn cầu, Lamu là một trong 12 địa điểm đứng bên bờ vực mất mát và phá hủy không thể khắc phục do sự quản lý kém và áp lực phát triển.
Trong khi đó, nhóm phiến quân Hồi giáo Al-Shabaab đặt Lamu nằm ngoài phạm vi hoạt động của chúng kể từ tháng 9 năm 2011, và đến năm 2012, hòn đảo được coi là địa điểm an toàn. Ngày 4 tháng 4 năm 2012, Bộ Ngoại giao Hoa Kỳ đã dỡ bỏ hạn chế du lịch với Lamu. Tuy nhiên, hai vụ tấn công tại vùng lân cận Lamu vào tháng 7 năm 2014 khiến 29 người thiệt mạng và nhóm phiến quân Al-Shabaab lên tiếng nhận trách nhiệm, đã cảnh bảo về tình trạng an ninh ở đây.

## Kinh tế

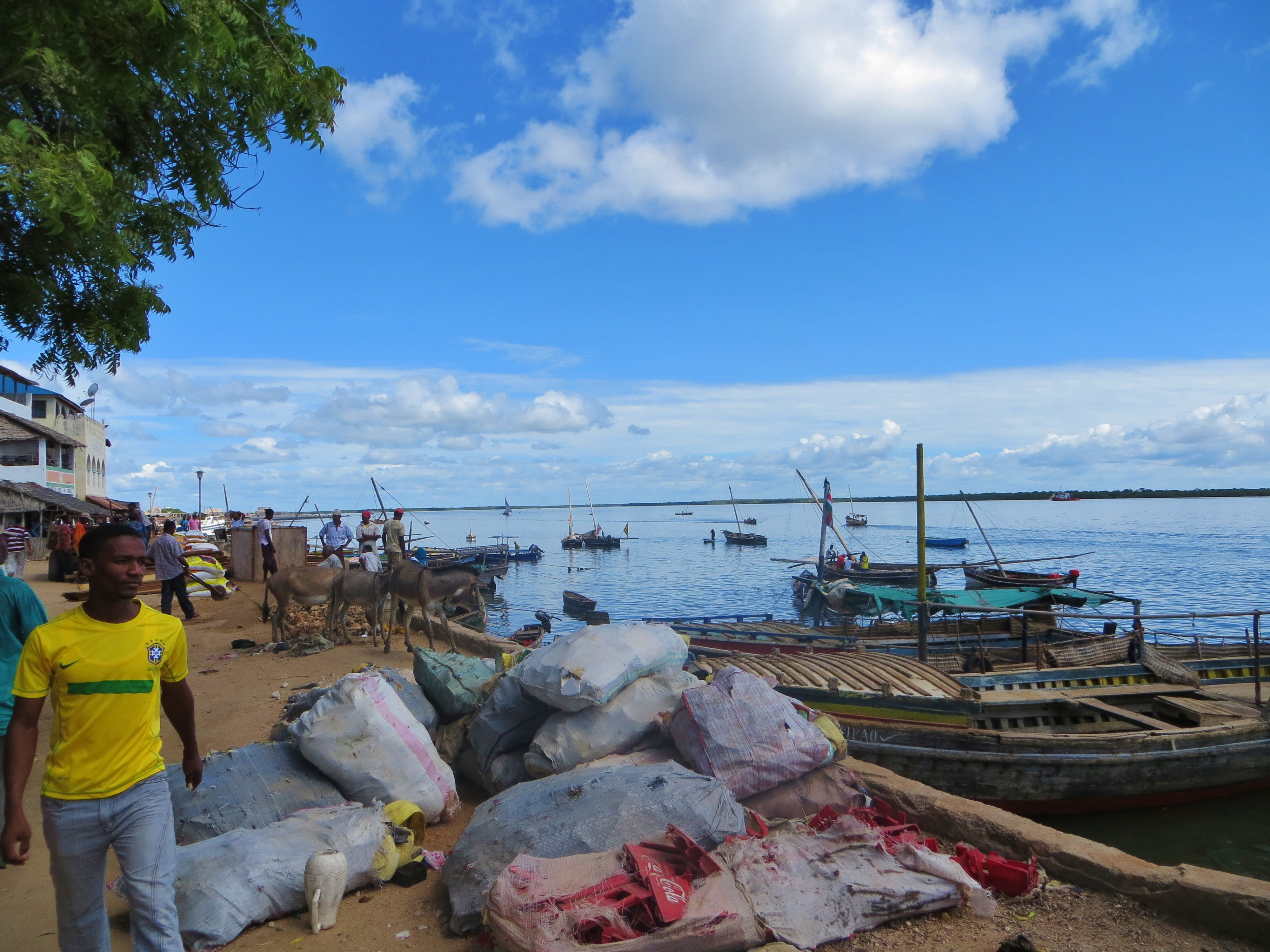
Quang cảnh lao động bên bờ sông.

Nền kinh tế Lamu phụ thuộc vào buôn bán nô lệ cho đến khi bãi bỏ vào năm 1907. Các sản phẩm xuất khẩu truyền thống bao gồm ngà voi, thực vật ngập mặn, mai rùa, sừng tê giác. Các mặt hàng này được vận chuyển qua Ấn Độ Dương tới Trung Đông và Ấn Độ. Ngoài việc bãi bỏ chế độ nô lệ, việc xây dựng tuyến đường sắt Uganda vào năm 1901 mà điểm bắt đầu là ở Mombasa (cảng cạnh tranh của Lamu) đã cản trở đáng kể nền kinh tế của thị trấn.
Trong thời gian gần đây, du lịch đã dần tiếp cận với nền kinh tế địa phương với việc Lamu trở thành một địa điểm du lịch nổi tiếng. Nhiều người dân địa phương đã cung cấp các chuyến du lịch trên các thuyền truyền thống Dhow. Các món ăn địa phương hấp dẫn cùng một loạt các cửa hàng bán đồ ngọt, thịt cừu nướng, bánh được phép bán vào ban đêm. Các loại trái cây địa phương như dừa, xoài, bưởi cùng sự đa dạng về hải sản đánh bắt được của các ngư dân.
Lamu cũng là nơi có cộng đồng nghệ nhân lớn, bao gồm cả những thợ mộc làm nghề đóng tàu thuyền, trang trí cửa và đồ nội thất.
Bệnh viện đa khoa huyện Lamu nằm ở phía nam trung tâm thị trấn được quản lý và điều hành bởi Bộ Y tế Kenya thành lập vào năm 1990, và là một trong những bệnh viện có cơ sở, thiết bị y tế tốt nhất bờ biển Kenya.
Trung Quốc đang nghiên cứu một đề án khả thi biến Lamu trở thành cảng biển lớn nhất Đông Phi như là một phần trong Chiến lược Chuỗi Ngọc Trai.

## Địa điểm đáng chú ý
Thị trấn được thành lập vào thế kỷ 14, chứa đựng những ví dụ điển hình của kiến trúc Swahili. Lamu đã được UNESCO công nhận là Di sản thế giới như là một khu định cư của người Swahili lâu đời nhất và được bảo quản tốt nhất ở Đông Phi.
Tại Lamu có một số bảo tàng, đáng chú ý có Bảo tàng Lamu, hay bảo tàng Văn hóa swahili, bảo tàng bưu chính. Một số công trình nổi bật ở Lamu phải kể đến Pháo đài Lamu, Nhà thờ Hồi giáo Riyadha, Nhà thờ Hồi giáo Mnarani và Khu bảo tồn lừa.

### Pháo đài Lamu
Pháo đài nằm trên khu vực bờ biển của thị trấn. Nó được xây dựng bởi Sultan Fumo Madi ibn Abi Bakr, vua của Pate. Ông qua đời năm 1809, trước khi tầng đầu tiên của pháo đài được hoàn thành. Phải đến đầu thập niên 1820, công trình mới chính thức được hoàn thành.

### Nhà thờ Hồi giáo Riyadha

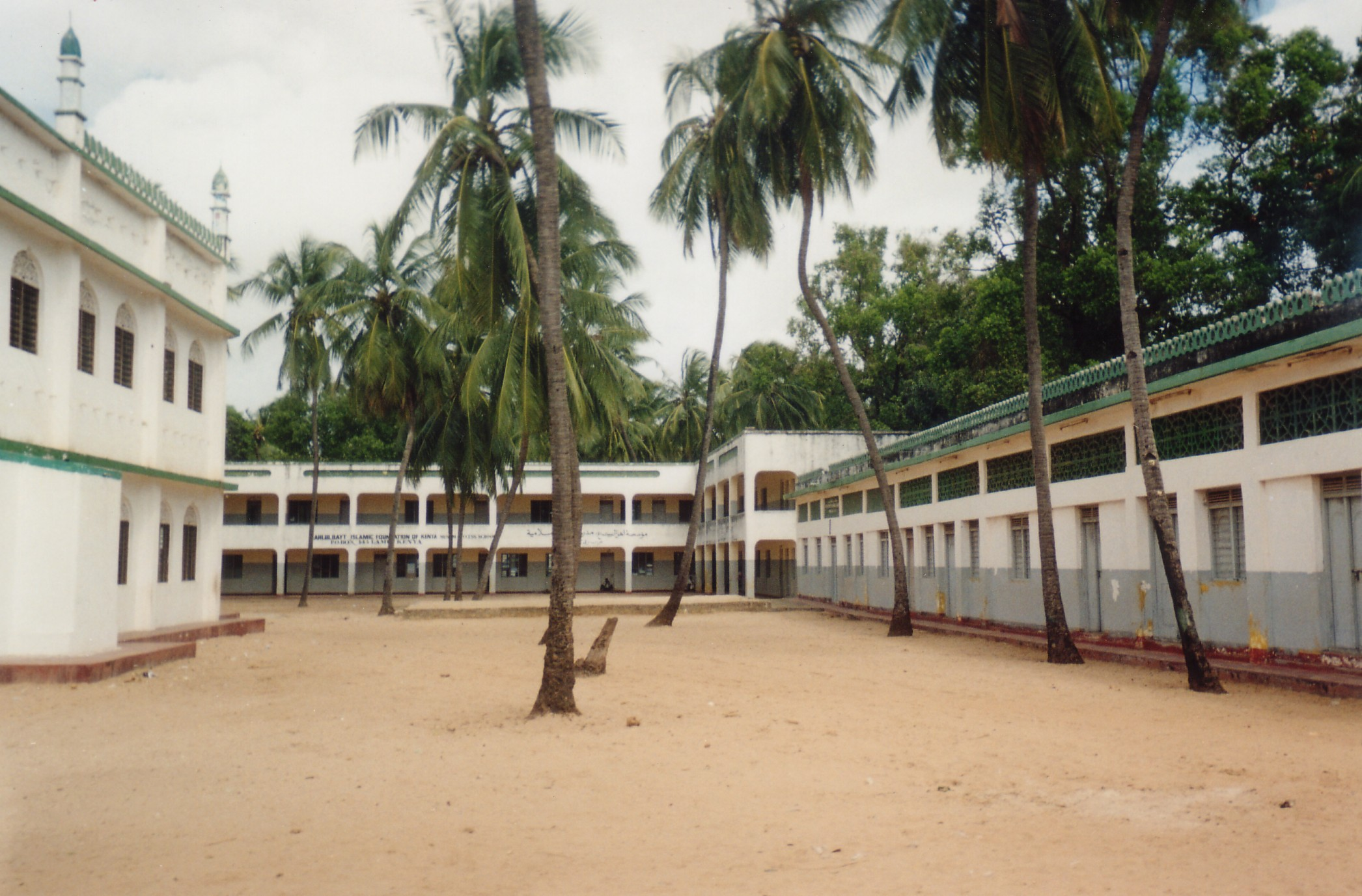
Nhà thờ Hồi giáo Riyadha.

Habib Salih là một Sharif đã đến Lamu định cư vào những năm 1880, và trở thành một nhà truyền giáo rất được tôn trọng. Vào năm 1900, nhà thờ Hồi giáo Riyadha được xây dựng. Tại đây, ông đã giới thiệu về Mawlid. Sau khi ông qua đời năm 1935, con trai của ông vẫn tiếp tục với công việc. Nhà thờ sau đó đã trở thành trung tâm nghiên cứu Hồi giáo uy tín nhất ở Đông Phi. Nó cũng là trung tâm của Lễ hội Maulidi được tổ chức hàng năm trong tuần cuối cùng của tháng sinh Muhammad. Trong lễ hội, khách hành hương từ khắp Sudan, Congo, Uganda,Zanzibar và Tanzania tham gia với người dân địa phương để hát lời khen ngợi Mohammad.

### Khu bảo tồn lừa
Hòn đảo không có xe cơ giới nên việc vận tải nặng phải nhờ sự giúp đỡ của những con lừa. Trên đảo có khoảng 3000 con lừa. Tiến sĩ của Elisabeth Svendsen của Tổ chức Bảo tồn Lừa ở Anh lần đầu tiên đến Lamu năm 1985. Bà đã lo lắng cho điều kiện sống của những con lừa, và một Khu bảo tồn lừa đã được khai trương vào năm 1987. Tổ chức Bảo tồn Lừa là đơn vị cung cấp việc điều trị miễn phí cho những con lừa.